# Dům U Mouřenína (Svitavy)
Dům U Mouřenína je nejstarší dochovaný měšťanský dům ve Svitavách s původním právem vaření piva. Byl postaven v roce 1554 v renesanční dispozici a je jeden z mála ve městě, u něhož je znám rok výstavby. Jméno nese podle busty mouřenína na nároží domu.
Dům původně sloužil jako obydlí purkmistrů, proto byl také propojen se sousední radnicí. Později v něm byl zřízen zájezdní hostinec, ve sklepení byl trezor městské spořitelny. Přestože má dům zachovalý vnější historický vzhled, interiéry byly necitlivě upraveny v 50. letech 20. století, kdy byl dům využíván ke komerčním účelům. Nyní zde sídlí Informační centrum města Svitavy.
K domu se váže pověst týkající se návštěvy císaře Josefa II. v roce 1776, který v tehdejším hostinci nocoval. Podle pověsti se obsluha hostince tuze starala, aby se císař měl u nich jako v bavlnce, ovšem ač se snažili sebevíce, schody vrzaly a rušily Josefa ze spaní. Ráno prý vstal a při placení za pobyt přidal hostinskému 50 tolarů na pořízení nových schodů.